# Heritiera
Heritiera je biljni rod iz nekadašnje porodice lajničevki, danas potporodica Sterculioideae, dio porodice sljezovki. Sastoji se od 40 vrsta  drveća iz Australije, tropske Azije, zapadnog Pacifika i Afrike

## Vrste
1. Heritiera actinophylla (F.M.Bailey) Kosterm.
2. Heritiera albiflora (Ridl.) Kosterm.
3. Heritiera angustata Pierre
4. Heritiera arafurensis Kosterm.
5. Heritiera aurea Kosterm.
6. Heritiera borneensis (Merr.) Kosterm.
7. Heritiera burmensis Kosterm.
8. Heritiera catappa Kosterm.
9. Heritiera cordata Kosterm.
10. Heritiera densiflora (Pellegr.) Kosterm.
11. Heritiera dubia Wall. ex Kurz
12. Heritiera elata Ridl.
13. Heritiera fomes Banks
14. Heritiera gigantea Kosterm.
15. Heritiera globosa Kosterm.
16. Heritiera impressinervia Kosterm.
17. Heritiera javanica (Blume) Kosterm.
18. Heritiera kanikensis Majumdar & L.K.Banerjee
19. Heritiera kuenstleri (King) Kosterm.
20. Heritiera littoralis Aiton
21. Heritiera longipetiolata Kaneh.
22. Heritiera macrophylla Wall. ex Kurz
23. Heritiera macroptera Kosterm.
24. Heritiera magnifica Kosterm.
25. Heritiera montana Kosterm.
26. Heritiera novoguineensis Kosterm.
27. Heritiera ornithocephala Kosterm.
28. Heritiera papilio Bedd.
29. Heritiera parvifolia Merr.
30. Heritiera peralata (F.M.Bailey) Kosterm.
31. Heritiera percoriacea Kosterm.
32. Heritiera polyandra (L.S.Sm.) Kosterm.
33. Heritiera pterospermoides Kosterm.
34. Heritiera rumphii Kosterm.
35. Heritiera simplicifolia (Mast.) Kosterm.
36. Heritiera solomonensis Kosterm.
37. Heritiera sumatrana (Miq.) Kosterm.
38. Heritiera sylvatica S.Vidal
39. Heritiera trifoliolata (F.Muell.) Kosterm.
40. Heritiera utilis (Sprague) Sprague